# Нижньогірська районна рада
Нижньогі́рська райо́нна ра́да Автоно́мної Респу́бліки Кри́м — орган місцевого самоврядування Нижньогірського району Автономної Республіки Крим. Розміщується в селищі міського типу Нижньогірський, котре є адміністративним центром Нижньогірського району.
З 15 квітня 2014 року районна рада тимчасово не виконує обов'язки через окупацію Автономної Республіки Крим Російською Федерацією.

## Склад ради

### VI скликання
Рада складається з 38 депутатів, з них половина — обрані в одномандатних мажоритарних виборчих округах та половина — в багатомандатному виборчому окрузі.
Останні вибори до районної ради відбулись 31 жовтня 2010 року. Найбільше депутатських мандатів отримала Партія регіонів — 28 (15 — в одномандатних округах та 13 — в багатомандатному окрузі); «Сильна Україна» та Народна партія — по 2 (по одному депутату в багатомандатному та одномандатних округах), Народний рух України — 2 депутати в багатомандатному виборчому окрузі, Комуністична партія України та «Руська Єдність» — по 1-му (багатомандатний округ), партія «Союз» та Соціал-демократична партія — по 1-му депутату (одномандатні округи).

#### Голова
Головою ради було обрано депутата від Партії регіонів Юрія Кульневича.